# Gemini 6A
Gemini 6A (GT-6, auch Gemini 6, offiziell Gemini VI-A) war ein bemannter Weltraumflug im Rahmen des amerikanischen Gemini-Programms.

## Die Besatzung
Kurz nach der Landung von Gemini 3, am 5. April 1965, gab die NASA bekannt, dass für die nächste verfügbare Mission Gemini 6 (die Mannschaften von Gemini 4 und Gemini 5 waren bereits im Training) die Rollen von Haupt- und Ersatzmannschaft getauscht würden. Als Kommandant wurde der Mercury-Veteran Walter Schirra eingeteilt, als Pilot der Weltraumneuling Tom Stafford. Die Gemini-3-Astronauten Gus Grissom und John Young wurden in die Ersatzmannschaft eingeteilt.

## Vorbereitung
Gemini 6 sollte der erste Flug im Programm sein, bei dem das Raumschiff sich einem kurz davor gestarteten Zielsatelliten nähern (Rendezvous) und an ihn ankoppeln sollte (Docking). Ein geplantes Aussteigen aus dem Raumschiff wurde im Juli 1965 aus dem Flugplan gestrichen.
Das Gemini-Raumschiff wurde am 4. August in Cape Kennedy angeliefert, die Titan-Rakete am 31. August an der Startrampe aufgerichtet. Aufgrund eines Hurrikans wurden die Arbeiten verzögert, und das Raumschiff wurde am 17. September auf der Trägerrakete montiert.
Der Start von Gemini 6 war für den 25. Oktober vorgesehen. Kurz zuvor fand der Start des Zielsatelliten GATV-6 mit einer Atlas-Agena-Rakete statt, doch die Agena-Stufe erreichte nicht die Erdumlaufbahn. Offenbar war die Trägerrakete explodiert. Der Start von Gemini 6 wurde daraufhin abgesagt. Schirra und Stafford, die schon in ihrem Raumschiff waren, mussten wieder aussteigen.

## Die Idee des Doppelstarts
Kurzzeitig herrschte Frustration bei der NASA, doch dann entstand die kühne Idee, dass anstelle einer Agena ein Gemini-Raumschiff als Rendezvous-Ziel dienen sollte. Die Hauptschwierigkeit dabei war, dass innerhalb von zwei Wochen zwei Gemini-Starts erfolgen müssten. Das aber war kaum möglich, denn es stand nur eine Startrampe zur Verfügung, und die notwendigen Tests dauerten mehrere Wochen.
In nur drei Tagen wurden alle technischen Probleme angesprochen und für lösbar erklärt. Die Möglichkeit eines Doppelflugs war so wichtig, dass dieses Projekt von Präsident Lyndon B. Johnson persönlich am 28. Oktober angekündigt wurde. Der Start wurde für Januar 1966 angekündigt, intern arbeitete man aber auf einen Termin im Dezember hin.
Eines der Probleme war, dass alle Bodenstationen, die die Bahnen der Gemini-Raumschiffe verfolgten, Verbindungen mit beiden Raumschiffen gleichzeitig halten können mussten, sei es für Sprache oder für Telemetriedaten.
Der Flug wurde in Gemini 6A umbenannt, um klarzustellen, dass sich das Missionsprofil geändert hatte. Der Start von Gemini 7, das mit Frank Borman und Jim Lovell zu einem Langzeitflug aufbrach, sollte zuerst erfolgen, so dass die Nummerierung nicht mehr chronologisch war.
Als Verbindungssprecher (Capcom) für Gemini 6A dienten dieselben vier Astronauten, die bereits mit Gemini 7 in Kontakt standen: Alan Bean, Elliot See, Charles Bassett und Eugene Cernan.

## Doppelstart und Startabbruch

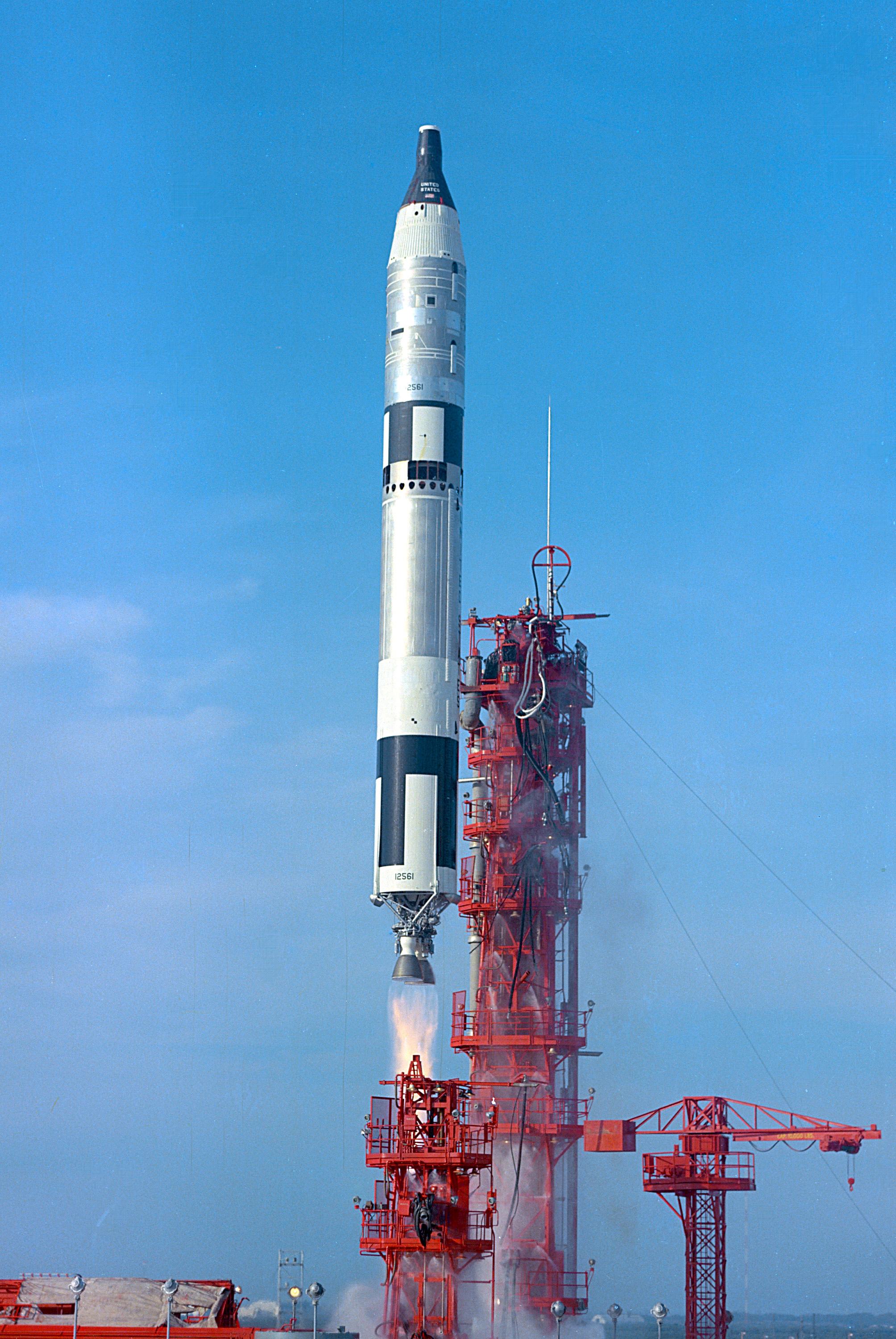
Gemini 6 – Start

Gleich nach dem erfolgreichen Start von Gemini 7 am 4. Dezember begannen die Vorbereitungen für den Start von Gemini 6A. Die Aufbauarbeiten und Tests verliefen so reibungslos, dass der ursprünglich für den 13. Dezember vorgesehene Start auf den 12. Dezember vorverlegt wurde.
Die Vorbereitungen liefen normal, doch kurz vor dem Abheben überstürzten sich die Ereignisse: Die Triebwerke hatten bereits gezündet, als sich ein schlecht befestigtes Kabel von der Rakete löste. Dieses Kabel sollte erst beim Abheben abfallen und eine Uhr im Cockpit starten. Da die Uhr lief, die Rakete sich aber nicht bewegte, schalteten die Triebwerke automatisch wieder ab. Schirra sah die laufende Uhr, die das Abheben signalisierte, und bemerkte das Abschalten der Triebwerke. Das signalisierte höchste Gefahr, denn offensichtlich war der gerade erfolgte Start missglückt. Eigentlich hätte Schirra jetzt als Kommandant die Schleudersitze für sich und Stafford auslösen müssen, denn eine vollbetankte Rakete, die kurz nach dem Start auf die Startrampe zurückfällt, kann nur explodieren. Doch Schirra misstraute der Uhr, denn er hatte keine Aufwärtsbewegung gespürt. So blieb er ruhig und meldete nur die abgeschalteten Triebwerke. Nachdem klar war, dass die Rakete nicht explodieren würde und die Schleudersitze noch gesichert waren, wurden Schirra und Stafford aus dem Gemini-Raumschiff herausgeholt. Der Start wurde um mehrere Tage verschoben.
Bei der Untersuchung wurde festgestellt, dass nicht nur einige Kabel recht lose saßen, sondern dass auch eine Staubschutzhaube in einem der Triebwerke vergessen wurde, was unabhängig vom abfallenden Kabel zu einem Abbruch des Starts geführt hätte.

## Flugverlauf

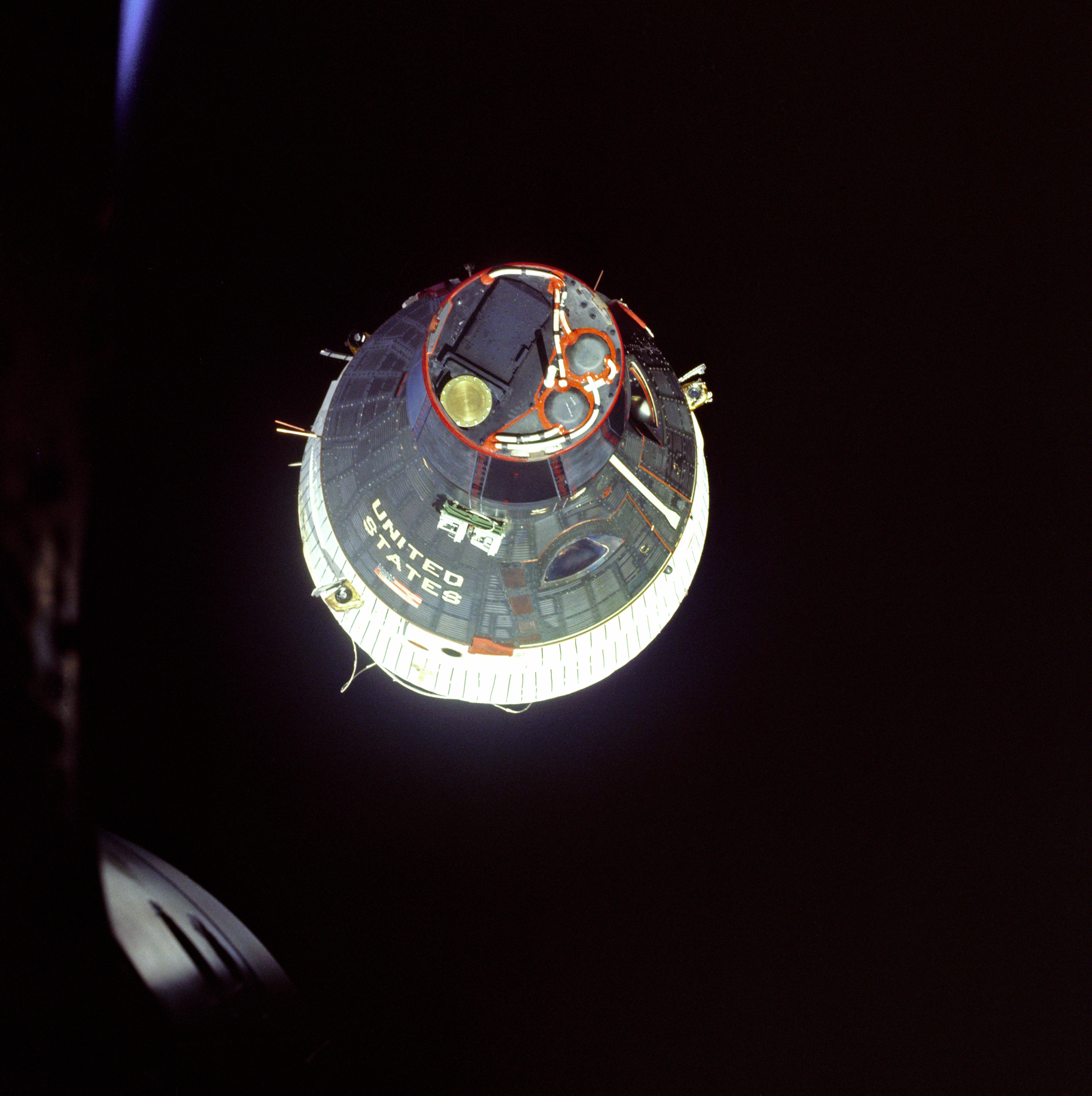
Gemini-Rendezvous

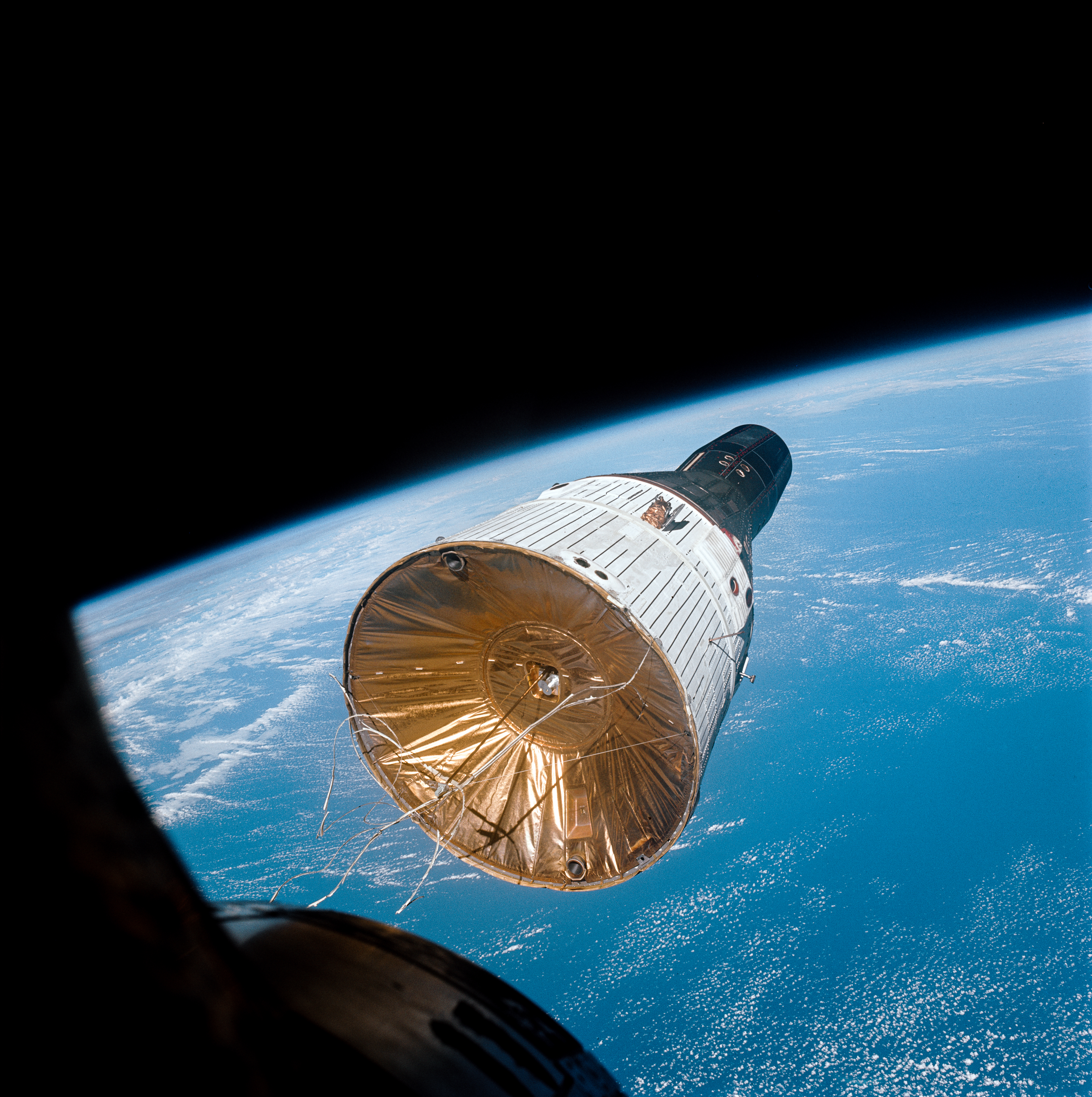
Blick von Gemini 6A auf Gemini 7

Der dritte Startversuch am 15. Dezember erfolgte dann ohne Probleme. In der vierten Umkreisung traf Gemini 6A auf Gemini 7, das schon elf Tage im Orbit war. Schirra und Stafford näherten sich Gemini 7 bis auf 40 Meter, als die beiden Raumschiffe relativ zueinander stillstanden.
Die sowjetischen Raumschiffe hatten sich zwar mit Wostok 3 und 4 schon 1962 auf 6,5 km und 1963 mit Wostok 5 und 6 auf 5 km genähert, doch beruhte dies auf präzisen Bahnberechnungen beim Start. Dabei waren keine Rendezvousmanöver der Raumschiffe selbst ausgeführt worden. Das Manöver von Gemini 6A und Gemini 7 war damit das erste gesteuerte Rendezvous der Raumfahrt.
Gemini 6A verfügte noch über ausreichend Treibstoff, um weitere Manöver zu fliegen. Dabei näherte es sich Gemini 7 bis auf 30 cm. Bei einer dieser Manöver inspizierten Schirra und Stafford das Heck von Gemini 7, bei einer anderen flogen sie Bug an Bug. Gemini 7 war schon längere Zeit im All und verfügte nicht mehr über große Treibstoffreserven, so dass Borman und Lovell mehr als passives Ziel dienten als selbst aktiv zu steuern.
Während des Rendezvous fragte Lovell aus der Gemini 7: „Wie ist die Sicht?“. Schirra antwortete: „Ziemlich schlecht. Ich kann durch das Fenster sehen und sehe Euch Jungs da drin.“
Da alle Ziele der Mission erfüllt waren, wurde die Landung von Gemini 6A schon nach nur einem Tag Flug eingeleitet. Zum ersten Mal wurde die Wasserung live im Fernsehen übertragen. Schirra und Stafford ließen sich mitsamt der Landekapsel an Bord der Wasp hieven.

## Bedeutung für das Gemini-Projekt
Gemini 6A und Gemini 7 zeigten eindrucksvoll, wie genau sich die Gemini-Raumschiffe steuern ließen. Geschwindigkeitsänderungen um nur 3 cm/s erlaubten sehr feine Änderungen der Flugbahnen. Der nächste Flug, Gemini 8, sollte dann, wie bereits für Gemini 6 geplant, an einen Agena-Zielsatellit ankoppeln, ein weiterer Schritt auf dem Weg zum Mondflug.